# Сусла Олександр Богданович
Сусла Олександр Богданович (нар. 22 лютого 1974, м. Тернопіль, Україна) — український вчений у галузі медицини, доктор медичних наук (2016), доцент (2018), професор (2022), професор кафедри невідкладної медичної допомоги Тернопільського національного медичного університету імені І. Я. Горбачевського.

## Життєпис
Олександр Богданович Сусла народився 22 лютого 1974 року в місті Тернополі.
Закінчив з відзнакою Тернопільську державну медичну академію ім. І. Я. Горбачевського (нині ТНМУ, 1998), отримав повну вищу освіту за спеціальністю «Лікувальна справа».
Працював лікарем-інтерном за спеціальністю «Терапія» у Тернопільській обласній комунальній клінічній лікарні (1998—1999).
Лікар-терапевт, завідувач сільської лікарської амбулаторії с. Колодне Збаразького району Тернопільської області (1999—2000).
Навчався в клінічній ординатурі за спеціальністю «Терапія» на кафедрі факультетської терапії Тернопільської державної медичної академії ім. І. Я. Горбачевського (2000—2002).
Після проходження циклу спеціалізації з нефрології при кафедрі нефрології Київської медичної академії післядипломної освіти ім. П. Л. Шупика МОЗ України та успішного складання кваліфікаційного іспиту отримав сертифікат лікаря-спеціаліста за фахом «Нефрологія» (2003).
Працював лікарем-нефрологом відділення гемодіалізу комунального закладу Тернопільської обласної ради «Тернопільська університетська лікарня» (2002—2012).
Асистент кафедри внутрішньої медицини № 3 (2012), асистент кафедри невідкладної та екстреної медичної допомоги (2012—2014), завідувач цієї ж кафедри (2014—2015), доцент кафедри невідкладної та екстреної медичної допомоги (2015—2022), професор кафедри невідкладної медичної допомоги Тернопільського національного медичного університету імені І. Я. Горбачевського МОЗ України (від 2023 донині).
Член Національного Ниркового Фонду України, член ERA (Європейська Ниркова Асоціація), член ISN (Міжнародне Товариство Нефрології).
Головний експерт департаменту охорони здоров'я Тернопільської обласної державної адміністрації за напрямом «Трансплантологія» (2011—2023).

## Наукова діяльність
Кандидатська дисертація на тему «Патогенетичні особливості функціонально-структурних порушень в серці та змін імунологічної реактивності у дорослих і старих тварин з адреналіновою міокардіодистрофією» за спеціальністю 14.03.04 — патологічна фізіологія (2004).
Докторська дисертація на тему «Клініко-патогенетичне обґрунтування шляхів оптимізації діагностики, лікування і профілактики кальцифікації серцево-судинної системи у хворих на хронічну хворобу нирок» за спеціальністю 14.01.02 — внутрішні хвороби (2016).

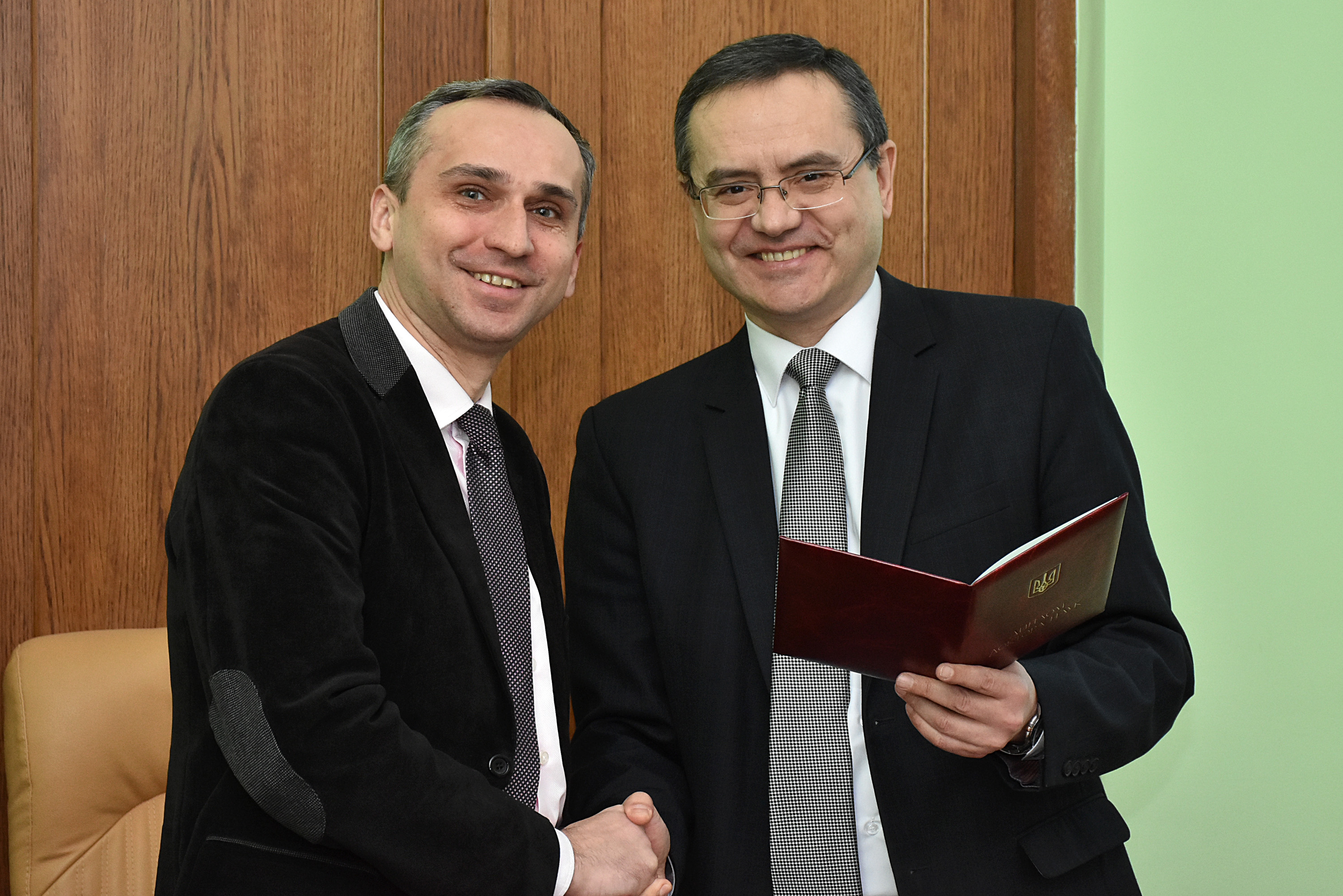

Напрями наукових досліджень та сфера наукових інтересів:
- дослідження змін серцево-судинної системи у хворих при недіалізній та діаліззалежній хронічній хворобі нирок та розробка ефективних способів їх корекції;
- діабетична хвороба нирок;
- удосконалення діалізних технологій при гострому пошкодженні нирок та термінальній нирковій недостатності[5].

Автор і співавтор понад 150 наукових і навчально-методичних праць, серед яких 1 підручник, 7 посібників, 1 монографія, 1 пропозиція у Реєстр галузевих нововведень, має 2 патенти на винаходи.
Основні наукові праці:
Статті
- Кальцифікація серця і судин при хронічній хворобі нирок: проблемні питання етіології і патогенезу / О. Б. Сусла, А. І. Гоженко, Й. Бергєр, І. Р. Мисула, М. І. Швед, О. М. Лиходід // Фізіологічний журнал. — 2017. — Т. 63, № 5. — С. 80-93.
- Сусла О. Б. Метаболічні фактори серцево-судинного ризику в пацієнтів із діабетичною нефропатією на програмному гемодіалізі / О. Б. Сусла, З. І Літовкіна // Вісник наукових досліджень. — 2018. — № 4. — С. 55-60. DOI: 10.11603/2415-8798.2018.4.9813
- Сусла О. Б. Структурно-функціональні зміни серця у хворих на діабетичну нефропатію, які лікуються гемодіалізом / О. Б. Сусла, З. І Літовкіна, О. В. Буштинська // Український журнал нефрології та діалізу. — 2019. — № 4 (64). — С. 39-48. DOI: 10.31450/ukrjnd.4(64).2019.06
- Litovkina Z. Cardiovascular features of chronic inflammation and endothelial dysfunction in patients with diabetic nephropathy on programmed hemodialysis / Z. Litovkina, O. Susla // Journal of Education, Health and Sport. — 2020. — Vol. 10, № 10. — Р. 144-157. DOI: http://dx.doi.org/10.12775/JEHS.2020.10.10.013
- Susla O. Experience of magnesium and L-carnitine combine use for correction of structural and functional heart changes in type 2 diabetic patients with end-stage kidney disease  / O. Susla , Z. Litovkina, I. Yakubyshyna // Journal of Education, Health and Sport. — 2020. — Vol. 10, № 12. — Р. 286-303. DOI: http://dx.doi.org/10.12775/JEHS.2020.10.12.029
- Якість життя у пацієнтів з діабетичною нефропатією та кальцифікацією клапанів серця, які отримують програмний гемодіаліз / О. В. Буштинська, О. Б. Сусла, З. І. Літовкіна, О. М. Креховська-Лепявко, Н. М. Гаврилюк, Б. А. Локай // Здобутки клінічної і експериментальної медицини. — 2022. — № 1. — С. 33-40.1. DOI 10.11603/1811-2471.2022.v.i1.12985
- Роль вітамінів К і D у процесах ектопічної кальцифікації у хворих на хронічну хворобу нирок: сучасний стан проблеми / О. Б. Сусла, О. В. Буштинська, С. В. Данилів, Л. С. Логойда, А. І. Гоженко // Український журнал нефрології та діалізу. — 2022. — № 3 (75). — С. 73-82. DOI: 10.31450/ukrjnd.3(75).2022.09
- The potential mechanisms of cardiovascular calcification in patients with chronic kidney disease / O. Susla, O. Bushtynska, I. Yakubyshyna, L. Logoyda, K. Symko, I. Mysula // Ukr J Nephr Dial. — 2022. — № 4(76). — Р. 69-80. DOI: 10.31450/ukrjnd.4(76).2022.09
- Нові діалізні технології та інвазивні втручання як методи немедикаментозного лікування кардіоваскулярної кальцифікації у пацієнтів із хронічною хворобою нирок / А. І. Гоженко, О. Б. Сусла, І. Р. Мисула, Б. О. Сусла // Актуальні питання транспортної медицини. – 2023. – № 1-2 (71-72). – С. 43-52. DOI: http://dx.doi.org/10.5281/zenodo.7617566

Підручники
- Екстрена та невідкладна медична допомога: підруч. / [Швед М. І., Гудима А. А., Геряк С. М., Ляхович Р. М., Мартинюк Л. П., Сидоренко О. Л., Сусла О. Б., Прокопович О. А., Кіцак Я. М., Припхан І. Б., Михайлів Л. М., Гурський В. Т.]; за ред. М. І. Шведа. — Тернопіль: ТДМУ, 2016. — 468 с.

Посібники
- Екстрена медична допомога: посіб. / [Швед М. І., Гудима А. А., Геряк С. М., Ляхович Р. М., Мартинюк Л. П., Сидоренко О. Л., Липовецька С. Й., Лихацька Т. В., Прокопович О. А., Сусла О. Б., Кіцак Я. М., Михайлів Л. М., Гурський В. Т., Припхан І. Б.]; за ред. М. І. Шведа. — Тернопіль: ТДМУ, 2015. — 420 с.
- Екстрена та невідкладна медична допомога. Посібник для лікарів-інтернів з підготовки до складання ліцензійного іспиту «Крок–3»: посіб. / [Н. В. Банадига, Б. М. Бегош., В. В. Бенедикт та ін.] — Тернопіль: ТДМУ, 2017. — 384 с.
- Екстрена та невідкладна медична допомога в запитаннях і відповідях: навч. посіб. / [Швед М. І., Геряк С. М., Сусла О. Б., Липовецька С. Й., Кіцак Я. М., Левицька Л. В., Ляхович Р. М., Мартинюк Лар. П., Сидоренко О. Л., Прокопович О. А., Киричок І. Б., Гурський В. Т.]; за ред. М. І. Шведа. — Тернопіль: ТДМУ, 2018. — 312 с.
- Emergency medicine (questions and answers): study guide / [Shved М., Heryak S., Martynyuk Larysa, Susla O., Sydorenko O., Liakhovich R., Levytska L., Lypovetska S., Kitsak Ya., Prokopovych O., Kyrychok I., Hursky V.]; edited by Prof. M. Shved. — Ternopil: TSMU, 2018. — 344 p.
- Порадник лікаря з невідкладної медицини : навч. посібник / [М. І. Швед, С. М. Геряк, С. Й. Липовецька, Л. В. Левицька, Р. М. Ляхович, Лар. П. Мартинюк, Я. М. Кіцак,  О. Л. Сидоренко, О. Б. Сусла,  О. А. Прокопович, В. Т. Гурський] ; за ред. М. І. Шведа. — Тернопіль: ТНМУ, 2019. — 528 с.
- Мультидисциплінарні аспекти викладання дисципліни Загальна практика-сімейна медицина" у вищій медичній освіті. Частина І : навч. посібник / за ред. Л. С. Бабінець. — Тернопіль: Осадца Ю. В., 2023. — 376 с.
- Мультидисциплінарні аспекти викладання дисципліни Загальна практика-сімейна медицина" у вищій медичній освіті. Частина ІІ : навч. посібник / за ред. Л. С. Бабінець. — Тернопіль: Осадца Ю. В., 2023. — 386 с.

Монографії
- Кардіоваскулярна кальцифікація при хронічній хворобі нирок : монографія / [О. Б. Сусла, А. І. Гоженко, І. Р. Мисула, М. М. Корда, М. І. Швед]. — Тернопіль : ТНМУ, 2022. — 396 с.